# エピカリス
エピカリス（欧字名:Epicharis、2014年3月22日 - ）は、日本の競走馬・種牡馬。主な勝ち鞍は2016年の北海道2歳優駿。
馬名の意味は、ギリシア語で「魅力的な」。父ゴールドアリュール（黄金の魅力）からの連想。半兄に小倉記念、七夕賞優勝馬のメイショウナルト（父ハーツクライ）がいる。

## 経歴

### デビュー前
2014年のセレクトセールでノーザンファームに2600万円で落札された。クラブ法人キャロットファームの募集馬となり、1口9万円の400口、総額3600万円で募集された。 

### 2歳 (2016年)
2016年8月14日新潟の2歳新馬でデビュー。スタートから先手を奪い。2着に6馬身差をつけて勝利。続くプラタナス賞も7馬身差で圧勝すると、北海道2歳優駿では2着ヒガシウィルウィンに2.4秒差をつけて大差で勝利した。

### 3歳 (2017年)
2月のヒヤシンスステークスから始動。逃げたアディラートを残り100mの地点でかわすとそのまま勝利、4連勝となった。次走はドバイへ遠征し、UAEダービーへ出走。サンダースノーとの接戦の末2着に敗れ、デビューからの連勝は4でストップした。
その後はアメリカクラシック三冠最終戦ベルモントステークスへの挑戦を表明。6月1日に現地へ入り調整されていたが、7日に右前脚の蹄を痛め、10日に右前肢ハ行のため出走取消が発表された。
帰国初戦はレパードステークスへ出走。単勝1.5倍の1番人気に支持されたが、最後の直線で他馬に囲まれ行き場を失い、3着に敗れた。秋に入り、みやこステークスでも1番人気に推されたが8着に終わり、この年を終えた。

### 4歳 - 5歳 (2018年 - 2019年)
2018年はマーチステークスで始動したが14着と大敗。その後、同年5月9日付けでJRA競走馬登録を抹消し大井・藤田輝信厩舎に移籍した。大井競馬移籍後は勝ち星を挙げられず、2019年11月13日の黄葉賞を右前浅屈腱炎のため出走取消となり現役を引退した。

## 競走成績
以下の内容は、netkeiba.comの情報に基づく。
| 競走日     | 競馬場      | 競走名                   | 格      | 距離（馬場）     | 頭 数 | 枠 番 | 馬 番 | オッズ （人気） | 着順 | タイム （上り3F） | 着差 | 騎手        | 斤量 [kg] | 1着馬（2着馬）       | 馬体重 [kg] | 備考     |
| ---------- | ----------- | ------------------------ | ------- | ---------------- | ----- | ----- | ----- | --------------- | ---- | ----------------- | ---- | ----------- | --------- | -------------------- | ----------- | -------- |
| 2016.08.14 | 新潟        | 2歳新馬                  |         | ダ1800m（良）    | 14    | 3     | 5     | 002.30（1人）   | 01着 | R1:54.4（38.3）   | -1.0 | 0C.ルメール | 54        | (フェニックスマーク) | 482         |          |
| 0000.10.15 | 東京        | プラタナス賞             | 500万下 | ダ1600m（良）    | 8     | 5     | 5     | 001.50（1人）   | 01着 | R1:37.7（36.8）   | -1.1 | 0C.ルメール | 55        | (ラバピエス)         | 492         |          |
| 0000.11.01 | 門別        | 北海道2歳優駿            | JpnIII  | ダ1800m（稍）    | 13    | 8     | 13    | 001.00（1人）   | 01着 | R1:54.6（39.5）   | -2.4 | 0C.ルメール | 55        | (ヒガシウィルウィン) | 488         |          |
| 2017.02.19 | 東京        | ヒヤシンスS              | OP      | ダ1600m（良）    | 15    | 2     | 2     | 001.40（1人）   | 01着 | R1:37.8（35.7）   | -0.1 | 0C.ルメール | 57        | (アディラート)       | 506         |          |
| 0000.03.25 | メイダン    | UAEダービー              | G2      | ダ1900m（Muddy） | 16    |       | 10    |                 | 02着 |                   |      | 0C.ルメール | 55        | Thunder Snow         | 計不        | [ 注 1 ] |
| 0000.06.10 | ベルモントP | ベルモントS              | G1      | ダ2400m（Fast）  | 12    |       | 11    |                 | 取消 |                   |      | 0C.ルメール | 57        | Tapwrit              | 計不        | [ 注 1 ] |
| 0000.08.06 | 新潟        | レパードS                | GIII    | ダ1800m（良）    | 15    | 3     | 5     | 001.50（1人）   | 03着 | R1:53.2（38.2）   | -0.3 | 0C.ルメール | 56        | ローズプリンスダム   | 496         |          |
| 0000.11.05 | 京都        | みやこS                  | GIII    | ダ1800m（良）    | 15    | 8     | 15    | 002.40（1人）   | 08着 | R1:51.7（38.3）   | -1.6 | 0C.ルメール | 54        | テイエムジンソク     | 504         |          |
| 2018.03.25 | 中山        | マーチS                  | GIII    | ダ1800m（良）    | 16    | 5     | 9     | 008.20（3人）   | 14着 | R1:53.8（39.5）   | -1.7 | 0C.ルメール | 56        | センチュリオン       | 496         |          |
| 0000.07.31 | 大井        | トゥインクルバースデー賞 | OP      | ダ2000m（稍）    | 11    | 6     | 7     | 001.60（1人）   | 05着 | R2:08.6（40.0）   | -0.5 | 0御神本訓史 | 57        | キングニミッツ       | 524         |          |
| 2019.06.18 | 船橋        | 短夜賞                   | OP      | ダ1800m（稍）    | 10    | 5     | 5     | 002.00（1人）   | 03着 | R1:53.9（38.4）   | -1.0 | 0御神本訓史 | 57        | ヤマノファイト       | 515         |          |
| 0000.09.25 | 船橋        | 千葉ダートマイル         | OP      | ダ1600m（稍）    | 12    | 6     | 8     | 002.10（1人）   | 05着 | R1:43.2（42.2）   | -1.9 | 0森泰斗     | 57        | リッカルド           | 523         |          |
| 0000.10.24 | 川崎        | 富士見OP                 | OP      | ダ2000m（重）    | 13    | 7     | 11    | 002.90（1人）   | 08着 | R2:12.6（43.1）   | -1.2 | 0森泰斗     | 57        | ハセノパイロ         | 515         |          |
| 0000.11.13 | 大井        | 黄葉賞                   | OP      | ダ1200m（良）    | 12    | 2     | 2     |                 | 取消 |                   |      | 0吉原寛人   | 57        | サブノジュニア       | 計不        |          |

## 種牡馬成績
引退後はレックススタッドで種牡馬となった。
2023年6月7日の門別競馬第4競走・フレッシュチャレンジをサントノーレが制し、産駒の初勝利となった。

### 主な産駒
- サントノーレ（2023年鎌倉記念、2024年京浜盃、戸塚記念）

## 血統表
| エピカリスの血統                | エピカリスの血統                                     | エピカリスの血統                                    | （血統表の出典）                                    | （血統表の出典） |
| 父系                            | サンデーサイレンス系                                 | サンデーサイレンス系                                | サンデーサイレンス系                                | [ § 2 ]          |
| 父 ゴールドアリュール 1999 栗毛 | 父の父*サンデーサイレンス Sunday Silence 1986 青鹿毛 | Halo                                                | Hail to Reason                                      | Hail to Reason   |
| 父 ゴールドアリュール 1999 栗毛 | 父の父*サンデーサイレンス Sunday Silence 1986 青鹿毛 | Halo                                                | Cosmah                                              |                  |
| 父 ゴールドアリュール 1999 栗毛 | 父の父*サンデーサイレンス Sunday Silence 1986 青鹿毛 | Wishing Well                                        | Understanding                                       | Understanding    |
| 父 ゴールドアリュール 1999 栗毛 | 父の父*サンデーサイレンス Sunday Silence 1986 青鹿毛 | Wishing Well                                        | Mountain Flower                                     |                  |
| 父 ゴールドアリュール 1999 栗毛 | 父の母*ニキーヤ Nikiya 1993 鹿毛                     | Nureyev                                             | Northern Dancer                                     | Northern Dancer  |
| 父 ゴールドアリュール 1999 栗毛 | 父の母*ニキーヤ Nikiya 1993 鹿毛                     | Nureyev                                             | Special                                             |                  |
| 父 ゴールドアリュール 1999 栗毛 | 父の母*ニキーヤ Nikiya 1993 鹿毛                     | Reluctant Guest                                     | Hostage                                             | Hostage          |
| 父 ゴールドアリュール 1999 栗毛 | 父の母*ニキーヤ Nikiya 1993 鹿毛                     | Reluctant Guest                                     | Vaguely Royal                                       |                  |
| 母 スターペスミツコ 2002 鹿毛   | 母の父*カーネギー Carnegie 1991 鹿毛                 | Sadler's Wells                                      | Northern Dancer                                     | Northern Dancer  |
| 母 スターペスミツコ 2002 鹿毛   | 母の父*カーネギー Carnegie 1991 鹿毛                 | Sadler's Wells                                      | Fairy Bridge                                        |                  |
| 母 スターペスミツコ 2002 鹿毛   | 母の父*カーネギー Carnegie 1991 鹿毛                 | Detroit                                             | Riverman                                            | Riverman         |
| 母 スターペスミツコ 2002 鹿毛   | 母の父*カーネギー Carnegie 1991 鹿毛                 | Detroit                                             | Derna                                               |                  |
| 母 スターペスミツコ 2002 鹿毛   | 母の母マーチンミユキ 1989 鹿毛                       | マルゼンスキー                                      | Nijinsky II                                         | Nijinsky II      |
| 母 スターペスミツコ 2002 鹿毛   | 母の母マーチンミユキ 1989 鹿毛                       | マルゼンスキー                                      | *シル                                               |                  |
| 母 スターペスミツコ 2002 鹿毛   | 母の母マーチンミユキ 1989 鹿毛                       | ミユキカマダ                                        | *ダイアトム                                         | *ダイアトム      |
| 母 スターペスミツコ 2002 鹿毛   | 母の母マーチンミユキ 1989 鹿毛                       | ミユキカマダ                                        | ヤヨイカマダ                                        |                  |
| 母系(F-No.)                     | コランディア系(FN:9-e)                               | コランディア系(FN:9-e)                              | コランディア系(FN:9-e)                              | [ § 3 ]          |
| 5代内の近親交配                 | Northern Dancer 4×4･5、Special 4×5、Nijinsky II 5×4  | Northern Dancer 4×4･5、Special 4×5、Nijinsky II 5×4 | Northern Dancer 4×4･5、Special 4×5、Nijinsky II 5×4 | [ § 4 ]          |
| 出典                            | 1. 2. 3. 4.                                          | 1. 2. 3. 4.                                         | 1. 2. 3. 4.                                         | 1. 2. 3. 4.      |